# بائوا
بائوا (به لاتین: Baeva livada) یک منطقهٔ مسکونی در بلغارستان است که در سولیوو واقع شده‌است.